# Legiunea a II-a Herculia
Legiunea a II-a Herculia (dedicată lui Hercules) a fost o legiune romană creată de către împăratul Dioclețian (284-305), probabil împreună cu I Iovia, pentru a păzi noua provincie creată, Scitia Minor. 
Legiunea a II-a Herculia a staționat la Capidava. Cognomenul  acestei legiuni era Herculius și a fost atribuit de Maximian Herculius (co-împărat cu Dioclețian) și înseamna "similar cu Hercules".
Conform Notitia Dignitatum, la începutul secolului al V-lea lea, Legiunea a II-a Herculia era încă campată în tabăra de pe Dunăre. Probabil a existat și în timpul Imperiului Bizantin.

## Legături externe
- http://www.livius.org/le-lh/legio/ii_herculia.html Arhivat în 1 martie 2010, la Wayback Machine.